# Стефан Македонски
Стѐфан Спѝров (Спиридо̀нов) Македо̀нски е български оперен певец – тенор, режисьор и музикален педагог. Патрон е на Държавния музикален театър в София.

## Биография
Стефан Спиров е роден на 25 март 1885 година в град Сливен, в семейството на майстор резбар-иконописец от дебърското село Кърчища в Македония и народна певица. Интересува се от музика и театър още от детските си години, но родителите му се противопоставят на мечтата му да се занимава професионално с пеене. Изпращат го да учи във Висшето оръжейно-техническо училище в град Тула в Руската империя, но след осемнадесет месеца, през 1902 година, своеволно заминава за Москва, за да се яви на изпит в Консерваторията. Постъпва в певческия клас на италианския вокален педагог проф. Е. Корси, но паралелно посещава и класовете по сценично майсторство в отдела за драматично изкуство. По време на следването си участва в много концерти, добива опит и като статист в театър „Ермитаж“. Дебютира в операта с второстепенни роли на сцената на театър „Зимин“ в Москва.
През 1910 година се завръща в България и изнася благотворителен концерт съвместно с Панайот Димитров, който е и първият му концерт на родна земя. На 5 януари 1911 година прави дебюта си на сцената на „Оперна дружба“ в едни от първите български оперни постановки: „Камен и Цена“ в ролята на Камен и „Борислав“ в ролята на кир Тодор. Следва концертна дейност в цялата страна.
През есента на 1911 година заминава на специализация в Париж при музикалния педагог проф. Решьо, от когото усвоява стиловите особености на френската опера и се подготвя за теноровите партии на оперите „Кармен“ и „Самсон и Далила“. При завръщането си в България през 1912 изнася ролята на Дон Хосе от „Кармен“, но скоро след това е принуден да напусне „Оперна дружба“ поради липсата на средства за всички артисти. Въпреки това, остава съпричастен на дружеството и в периода 1912 – 1914 година, както и след 1916 година, участва в голям брой благотворителни концерти. От 1914 до 1916 година гастролира в Германия на сцените на Берлинската кралска опера и оперните театри в Касел, Хановер, Кобург и Висбаден. В някои от постановките партнира на голямата оперна певица Ана Тодорова.
След края на Първата световна война отново е поканен в състава на „Оперна дружба“. Успешен за тенора е периодът от 1922 до 1933 година, когато пее и на сцените на Свободния, Кооперативния и Художествения театър. През 1924 година с трупа от Народната опера гастролира във Варна. През периода 1930 – 1932 година работи и като художествен ръководител на Варненската опера, а от 1934 до 1937 година режисира постановки и изпълнява роли в основаната от него през 1933 година Подвижна народна опера.
Прекратява изпълнителна дейност през 1936 година.
През 1948 година Стефан Македонски основава Държавния музикален театър и става негов първи директор. След смъртта му през 1952 година с указ на Министерския съвет театърът е наречен на негово име.

## Роли и постановки
Стефан Македонски изпълнява роли в множество опери и оперети.
Роли в опери
- 1911 – Кир Тодор в „Борислав“ от Георги Атанасов, Камен в „Камен и Цена“ от Иван Иванов и Венцеслав Кауцки;
- 1912 – Дон Хосе в „Кармен“ от Жорж Бизе;
- 1914 – Радамес в „Аида“, Алфред в „Травиата“, Манрико в „Трубадур“ от Джузепе Верди;
- 1915 – Канио в „Палячи“ от Руджеро Леонкавало, Туриду в „Селска чест“ от Пиетро Маскани;
- 1920 – Херцогът в „Риголето“ от Верди, Ленски в „Евгений Онегин“ от Пьотър Чайковски;
- 1921 – Вертер във „Вертер“ от Жул Масне;
- 1922 – Отело в „Отело“ от Верди, Раул в „Хугеноти“ от Джакомо Мейербер, Хофман в „Хофманови приказки“ от Жак Офенбах;
- 1923 – Фауст във „Фауст“ от Шарл Гуно, Иван Ликов в „Царска годеница“ от Николай Римски-Корсаков;
- 1924 – Самсон в „Самсон и Далила“ от Камий Сен-Санс, Фра Дяволо във „Фра Дяволо“ от Даниел Обер, Пинкертон в „Мадам Бътерфлай“ от Джакомо Пучини, Далибор в „Далибор“ от Бедржих Сметана;
- 1925 – Каварадоси в „Тоска“ от Пучини;
- 1926 – Герман в „Дама Пика“ от Чайковски;
- 1927 – Елезар в „Еврейката“ от Жак Франсоа Халеви;
- 1928 – Педро във „В долината“ от Ойген д'Албер;
- 1929 – Лорис във „Федора“ от Умберто Джордано;
- 1930 – Макс във „Вълшебният стрелец“ от Карл Мария фон Вебер;
- 1931 – Танхойзер в „Танхойзер“ от Рихард Вагнер.

Роли в оперети
- Графа в „Граф фон Люксембург“ от Франц Лехар,
- Едвин в „Царицата на чардаша“ от Имре Калман;
- Данило във „Веселата вдовица“ от Франц Лехар;
- Ахмед бей в „Розата на Стамбул“ от Лео Фал.

Постановки на опери
- 1937 – „Тоска“ от Пучини;
- 1945 – „Тоска“ от Пучини, „Севилският бръснар“ от Джоакино Росини;
- 1946 – „Вертер“ от Масне;
- 1948 – „Цвета“ от Георги Атанасов, „Кармен“ от Бизе.

## Награди
Стефан Македонски е носител на множество отличия. За изключително певческо и артистично майсторство през 1917 г. е удостоен с почетната титла Камерзенгер на Кобург-Гота. През 1927 г. получава сребърен, а през 1947 г. – и златен медал за наука, изкуство и култура. Отново през 1947 г. Македонски става първият носител на званието „народен артист“ за България. През 1950 г. получава Димитровска награда.